# Traité de Córdoba

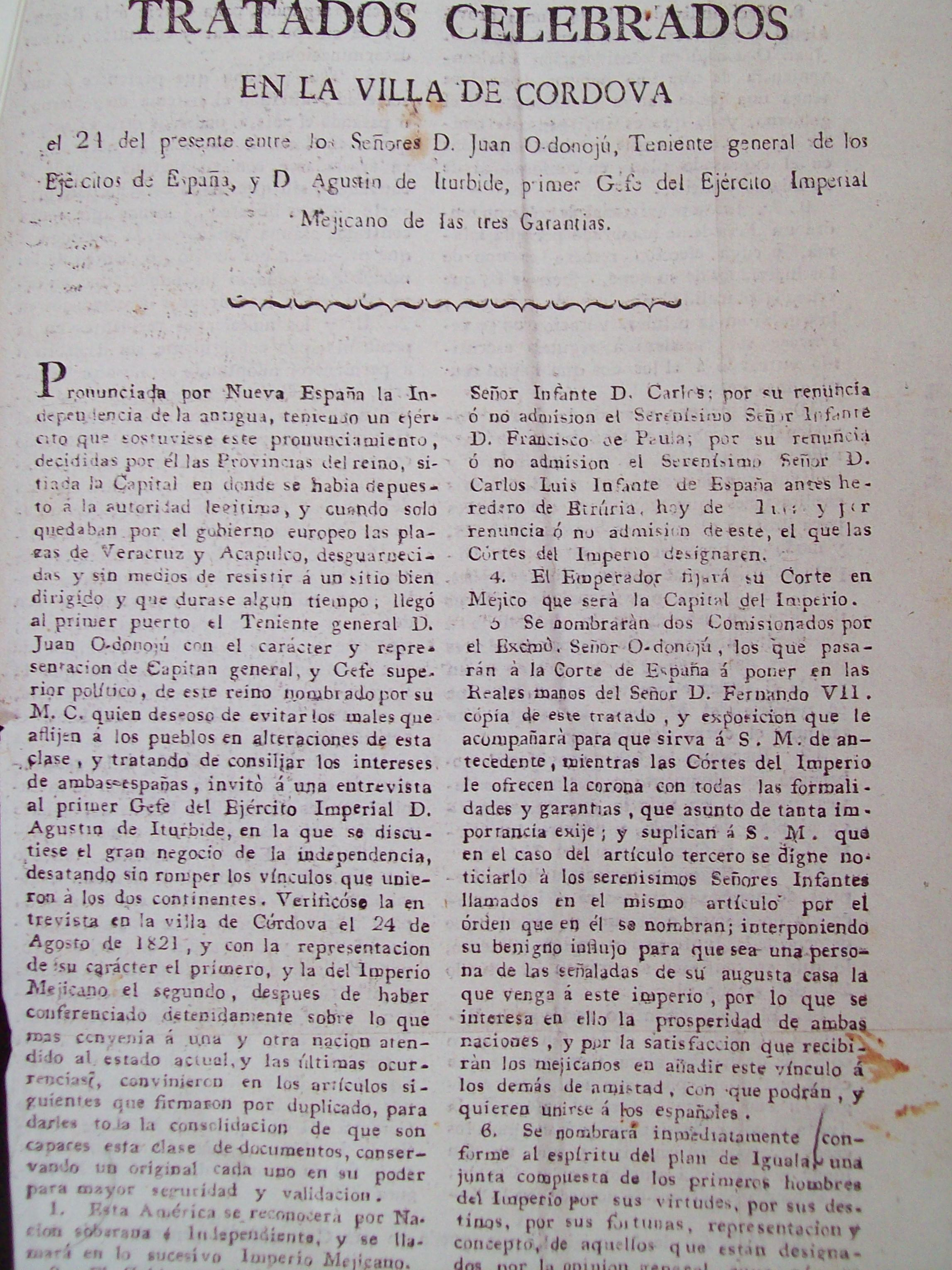
Traité de Córdoba

Le traité de Córdoba est signé le 24 août 1821 à Córdoba, ville située dans l'État de Veracruz et met fin à la guerre d'indépendance du Mexique.
Par ce traité, l'Espagne reconnaît l'indépendance du Mexique,,. Mais en réalité, cet accord signé par le nouveau vice-roi Juan O'Donojú, et Agustín de Iturbide pour le Mexique, ne sera pas reconnu par l'Espagne. Des troupes concentrées dans la forteresse de San Juan de Ulúa contrôleront le port de Veracruz jusqu'en 1825. Et même après leur départ, l'Espagne cherchera longtemps à reprendre le Mexique, notamment par la tentative de reconquête en 1829. L'Espagne ne reconnaitra officiellement l'indépendance du Mexique qu'en 1836.